# Martin
Martin stammer fra det latinske navn Martinus, afledt af Mars, krigsguden.
Martin er et udbredt drengenavn, der i starten af 1980’erne var et meget populært valg til nyfødte drengebørn. Brugen af navnet var svagt faldende indtil 1992, hvor navnet fik en mindre renæssance, hvorefter brugen af navnet er faldet konstant (ifølge Danmarks Statistik).
Martin er desuden et udbredt efternavn i mange lande, især i de engelsk-, fransk og spansktalende. Martin var især et populært navn i middelalderen på grund af Sankt Martin af Tours, men navnet har også været meget populært iblandt kristne protestanter grundet den tyske reformator og teolog Martin Luther. Ydermere er mange sorte amerikanere navngivet Martin efter den amerikanske borgerrettighedsforkæmper Martin Luther King.
Navnet Morten er afledt ved overføring af Martin til dansk.
I Slovakiet er der endvidere en by ved navn Martin.

## Kendte personer
- Martin Andersen Nexø, dansk forfatter.
- Martin A. Hansen, dansk forfatter.
- Martin Brygmann, dansk komiker og komponist.
- Martin Hedegaard, dansk X Factor-vinder.
- Martin Heidegger, tysk filosof.
- Martin Jørgensen, dansk landsholdsspiller i fodbold,
- Jens Martin Knudsen, dansk astronom.
- Martin Luther, tysk præst.
- Poul Martin Møller, dansk forfatter.
- Martin Nyrop, dansk arkitekt.
- Martin Rode, dansk skuespiller.
- Martin Scorsese, amerikansk filminstruktør.
- Martin Thorborg, dansk it-entreprenør.
- Martinus, dansk religiøs tænker.
- Martin Braithwaite, dansk fodboldspiller.
- Martin Ågerup, direktør for CEPOS.
- Martin Vædele Egdal, Dansk Speedcuber.